# Karen Ogden
Karen Ogden, coniugata Blicavs (Melbourne, 9 marzo 1957), è un'ex cestista australiana.
È la moglie di Andris Blicavs.

## Carriera
Con l'Australia ha disputato i Campionati mondiali del 1983.